# Татарская мечеть (Алма-Ата)

## История
Первая мусульманская мечеть была поставлена в 1859 году в Татарской слободке где селились татары и шалаказахи. При мечети действовало медресе, где обучалось до 70 мальчиков. 
При землетрясении 1887 года была частично разрушена и позже восстановлена. Мечеть действовала до 1940 года, затем здание перешло под контроль алматинской сапоговаляльной фабрики и использовалось как складское помещение, а в 1986 году сгорело при пожаре. На его месте в 1998 году было построено новое здание мечети и открыта Центральная мечеть[уточнить].